# 工藤八之助
12代 工藤 八之助（くどう はちのすけ、1871年3月23日（明治4年2月3日）- 1928年（昭和3年）8月21日）は、明治から昭和初期の地主、政治家、実業家。貴族院多額納税者議員。幼名・松吉、旧名・郁之助。

## 経歴
出羽国村山郡米沢村（山形県西村山郡高松村を経て現寒河江市米沢）で、素封家・先代工藤八之助（五八）の長男として生まれる。格知学舎で国史、国文、漢学などを学んだ。1900年（明治33年）家督を相続し12代八之助を襲名した。
1900年以降、高松村会議員、村山郡会議員、同議長、村山郡農会長、高松村長、山形県会議員、同参事会員などを務めた。
実業界では、羽前製糸社長、庄内電気社長などを務めた。左沢線の誘致に尽力し、高松駅の設置に当たり多額の寄付を行った。
また、県立寒河江中学校（現山形県立寒河江高等学校）、同谷地高等女学校（現山形県立谷地高等学校）などの校友会会長、父兄会会長を務め、また多額の寄付を行った。
1925年（大正14年）貴族院多額納税者議員に選出され、同年9月29日に就任。立憲政友会山形県会長となる。1928年8月、在任中に死去した。

## 親族
- 三男 二田是儀（衆議院議員、初代二田是儀養子）[8]